# Farooq Leghari
Sardar Farooq Ahmad Khan Leghari (Choti Zareen, 29 mei 1940 – Rawalpindi, 20 oktober 2010) was een Pakistaans politicus. Hij was van 1993 tot 1997 president van Pakistan.

## Levensloop
De vader en grootvader van Leghari waren beide minister in Brits-Indië. Zijn familie bestond uit grootgrondbezitters. Leghari studeerde aan Aitchison College en Forman Christian College, beide in Pakistan, en studeerde vervolgens Philosophy, Politics and Economics (PPE) aan de Universiteit van Oxford. Daarna keerde hij terug naar Pakistan en diende enige tijd voor de overheid in Oost-Pakistan (het huidige Bangladesh). Na de dood van zijn vader nam hij ontslag en regelde de zaken voor de familie.
Intussen werd hij ook lid van de Pakistan Peoples Party (PPP) en werd aanvoerder van deze partij tijdens de gevangenschap van Zulfikar Ali Bhutto. Zelf werd hij onder het militaire regime van Mohammed Zia-ul-Haq ook verschillende keren gevangengezet. In 1993 stelde Leghari zich, met steun van de PPP, verkiesbaar voor het presidentschap en won hij de verkiezingen tegen Wasim Sajjad. Als president ontsloeg hij de regering van partijgenote Benazir Bhutto op beschuldiging van corruptie, wanbestuur, leidende tot willekeurige moorden, en nepotisme.
Vervolgens werden nieuwe verkiezingen uitgeschreven. Deze werden gewonnen door de Pakistan Muslim League (Q) van Nawaz Sharif. Sharif werd vervolgens premier van het land. Hij wilde uit de grondwet een artikel verwijderen dat de president toestond om de premier en zijn regering te ontslaan. Leghari zag dit als een bedreiging voor zijn positie en samen met de voorzitter van het hooggerechtshof probeerde hij de regering van Sharif te ontslaan. Dit leidde tot verzet en Leghari was gedwongen af te treden.
Vervolgens vormde Leghari een eigen politieke partij, de Millat Party. Samen met zeven andere kleinere partijen vormde hij de Nationale Alliantie die in 2002 meedeed aan de parlementsverkiezingen. De NA werd de op twee na grootste partij en vormde een coalitie met de Pakistan Muslim League (Q). Leghari's zoon Awais Leghari werd minister voor Telefonie en IT. In 2004 ging de Millat Party helemaal op in de Pakistan Muslim League (Q). Leghari's oudste zoon Jamal Leghari werd namens deze partij in het parlement verkozen.
Iskandar Mirza · Mohammed Ayub Khan · Yahya Khan · Zulfikar Ali Bhutto · Fazal Ilahi Chaudhry · Mohammed Zia-ul-Haq · Ghulam Ishaq Khan ·
Wasim Sajjad · Farooq Leghari · Wasim Sajjad · Mohammed Rafiq Tarar · Pervez Musharraf · Mohammed Mian Soomro · Asif Ali Zardari · Mamnoon Hussain · Arif Alvi ·
Asif Ali Zardari